# Rosnatka
Rosnatka (Drosera L., 1753) je jedním z druhově nejpočetnějších rodů masožravých rostlin. Zástupci všech, více než 170 druhů, jsou schopni přivábit, chytit a strávit drobný hmyz za pomoci drobných stopkatých lepivých žláz pokrývajících povrch jejich listů. Tímto způsobem chycený hmyz je využíván jako náhrada za špatný přísun živin z prostředí, ve kterém rostlina přirozeně roste. Jednotlivé druhy rosnatek se mohou značně lišit jak velikostí, tak i tvarem. Rosnatky jsou rozšířeny ve všech světadílech s výjimkou Antarktidy.

## Původ jména
Botanické jméno odvozené z řeckého δρόσος: „drosos“, tj. „rosa, kapička rosy“, stejně jako český název odkazují na blyštivé kapičky lepkavé kapaliny na špičce každé tentakule velmi podobných ranní rose.

## Nomenklatura
Drosera L.,  1753
Typ
D. rotundifolia L.,  1753
Nomenklatorická synonyma
Rorella Hill,  1756
Rossolis Adanson,  1763

## Popis
Rosnatky jsou víceleté (málokdy jednoleté) byliny. Růžice přízemních, nebo keříčkovitých rosnatek dorůstají v závislosti na konkrétním druhu od 1 cm do 1 m. Popínavé druhy mohou být delší - v případě D. erythrogyna dokonce až 3 metry. Rosnatky se mohou dožívat i více než 50 let. Rod je tak specializován na příjem živin masožravým způsobem, že alespoň v případě trpasličích rosnatek úplně chybí enzymy (konkrétně nitrátreduktáza), které se u ostatních rostlin starají o příjem dusíkatých látek ze země.

### Listy a masožravost
Tvar listu u jednotlivých druhů rosnatek se může velmi lišit - od vejčitého u D. erythrorhiza až po protáhlý, dvakrát zpeřený v případě D. binata.

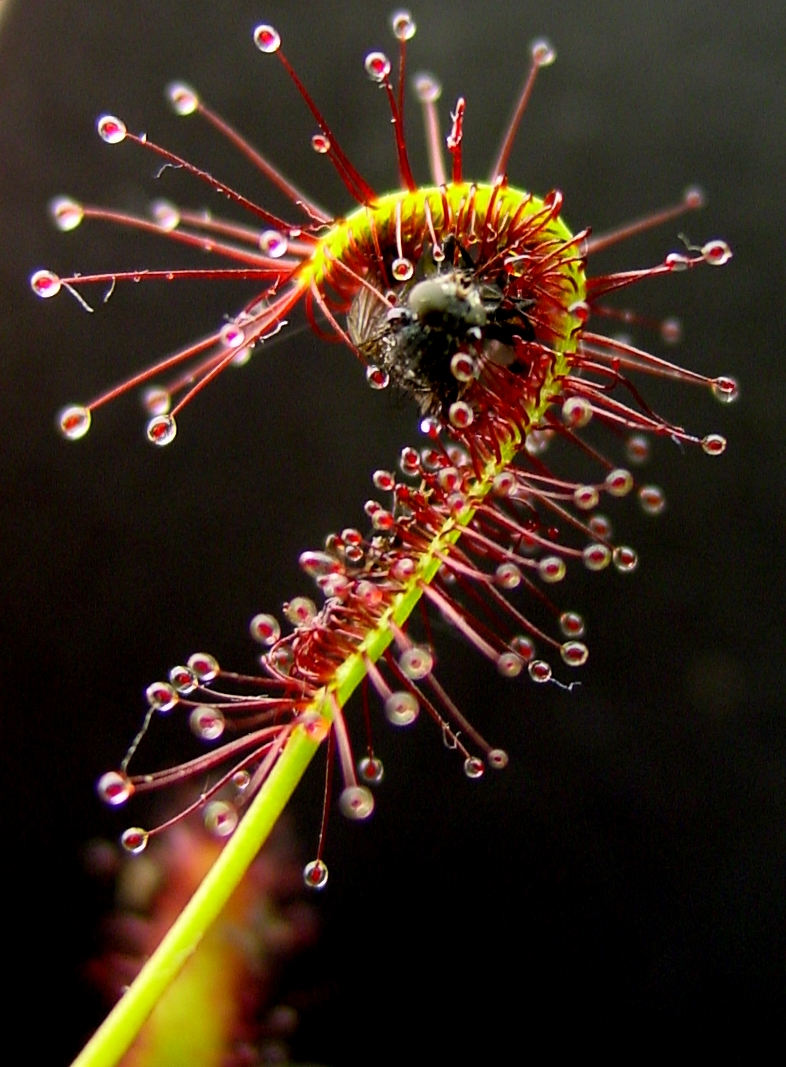
Pohyb listu a tentakul u D. capensis

Charakteristickým znakem rosnatek jsou žláznaté výrůstky, tentakule s kapičkami lepkavých sekretů na koncích, které pokrývají řapíky. K chytání a trávení kořisti bývají většinou použity dva typy žláz: stopkaté žlázy vylučující sladkou lepivou šťávu lákající hmyz a enzymy, které přilepený hmyz tráví, a bezstopkaté žlázy umožňující absorbovat tráveninu (tyto chybí u některých rostlin, jako například u D. erythrorhiza). Drobná kořist (převážně hmyz) je nalákána sladkou vůní a blyštivým vzhledem lepkavých kapiček, které jí pak znemožní únik; posléze zahyne buď na vyčerpání, anebo kvůli zadušení způsobeným lepkavým slizem zacpanými průduchy. Smrt obyčejně nastává v průběhu čtvrthodiny (ale může trvat i více než jeden den). Rostlina zatím vylučuje enzymy jako např. esterázu, peroxidázu, fosfatázu a proteázu. Tyto enzymy rozkládají hmyz a uvolňují z něj výživné látky. Trávenina je posléze absorbována povrchem listu a může být použita k dalšímu růstu.
Všechny rosnatky jsou schopné po kontaktu se stravitelnou kořistí pohybovat tentakulemi. Tentakule jsou velice citlivé a mají snahu přinést kořist co nejvíce do středu listu a zajistit tak dotek co nejvíce tentakulí s kořistí. Podle Charlese Darwina stačí dotyk komáří nohy s jedinou tentakulí k vyvolání této reakce. Tato reakce nazývaná tigmotropizmus je u některých druhů velmi intenzivní. Vnější tentakule D. burmannii a D. sessilifolia se mohou otočit směrem ke středu listu proti kořisti v řádu sekund a v případě D. glanduligera se toto proběhne dokonce za několik desetin sekundy. Některé druhy mohou pro zvýšení kontaktu s kořistí navíc ohýbat čepelí listů do různých úhlů. Mezi těmito druhy nejvíce exceluje D. capensis, která je schopná omotat list okolo kořisti v průběhu 12–72 hodin. Naproti tomu jiné druhy, například D. filiformis, nejsou v reakci na kořist schopné pohybovat čepelí vůbec.

### Květy a plody

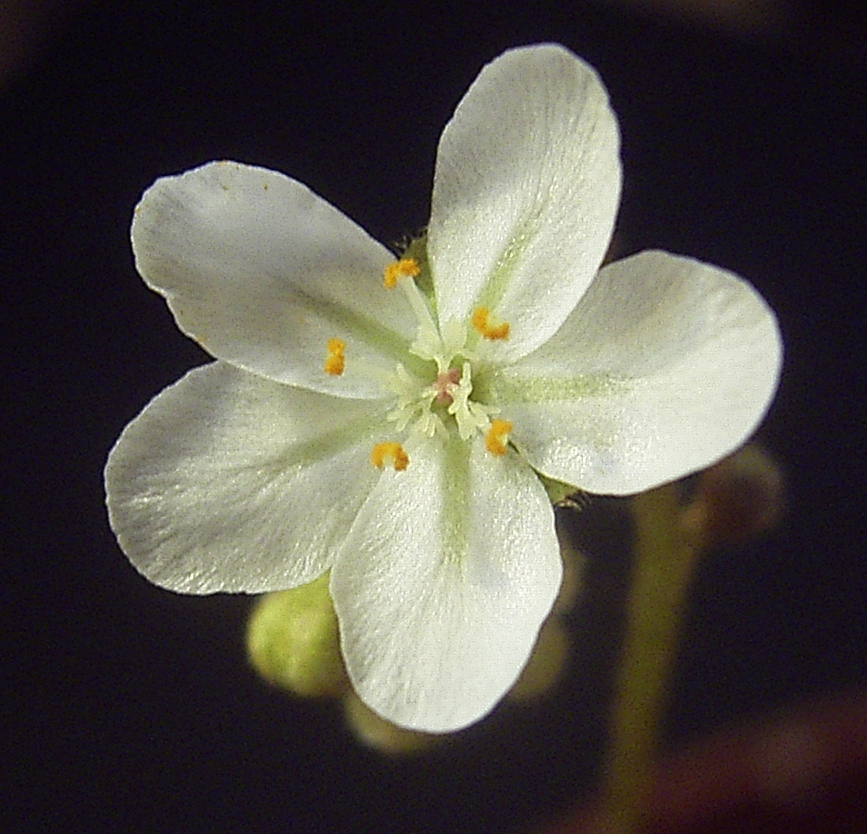
Květ D. kenneallyi

Květ rosnatek podobně jako téměř všech ostatních masožravých rostlin se nachází poměrně daleko od listů k zajištění ochrany případného opylovače před chycením. Na převážně nevětveném klasovitém květenství se obvykle rozvíjí současně pouze jeden květ a to pouze na krátký čas. Květy se otevírají v závislosti na osvětlení (často se otevírají pouze na přímém slunci), celé květenství je taktéž fototropní a natáčí se v reakci na polohu slunce na obloze.
Osově symetrické květy jsou vždy oboupohlavní a pětičetné (výjimkou z tohoto pravidla jsou čtyřčetné u D. pygmaea a osmičetné až dvanáctičetné u D. heterophylla). Většina rosnatek má květy malé (<1,5 cm). Několik druhů, například D. regia a D.cistiflora, má však květ veliký 4 i více centimetrů v průměru. Většina druhů má květ bílý nebo růžový. Australské druhy se vyznačují širší paletou barev od oranžové (D. callistos), přes červenou (D. adelae), žlutou (D. zigzagia) až po kovově fialovou (D. microphylla).
Svrchní semeník se vyvíjí v pukající plod, ze kterého vypadává mnoho drobných semínek.

### Kořeny
Kořenový systém většiny rosnatek je velmi málo vyvinut. Většinou slouží pouze k příjmu vody a k ukotvení rostliny v půdě; kořeny jsou často nepoužitelné k příjmu živin. Některé jihoafrické druhy používají kořeny jako zásobárny vody a živin. Některé australské druhy vytvářejí ze stejného důvodu cibulku, která jim navíc umožňuje přežít suché období. Kořeny trpasličích rosnatek jsou často extrémně dlouhé v porovnání s velikostí nadzemní části, 1 cm vysoká rostlina vytváří přes 15 cm dlouhé kořeny. Některé trpasličí rosnatky, jako například D. lasiantha a D. scorpiodes vytváří jako oporu také adventivní (nahodilé) kořeny.

## Rozmnožování
Mnoho druhů rosnatek je autogamních a u jejich květů dochází při jejich uzavření k samoopylení. Rostliny často vytváří značné množství semen. Drobná černá semena obvykle snadno působením vláhy a světla, u druhů rostoucí v mírném podnebí je k vyvolání klíčení nutné nejprve semena stratifikovat.
Některé druhy se vegetativně rozmnožují přirozeně pomocí odnoží. Některé rosnatky, jako například D. Rotundifolia mohou vytvářet přirozených podmínkách nové jedince na starších listech ležících na zemi. Trpasličí rosnatky se nepohlavně rozmnožují pomocí speciálních výstupkatých listů zvaných gemma. Hlíznaté rosnatky se mohou dělit rozdělením jejich cibulky.
V kultuře mohou být rosnatky rozmnožovány také listovými, kořenovými nebo korunovými řízky stejně dobře jako semeny.

## Požadavky na prostředí

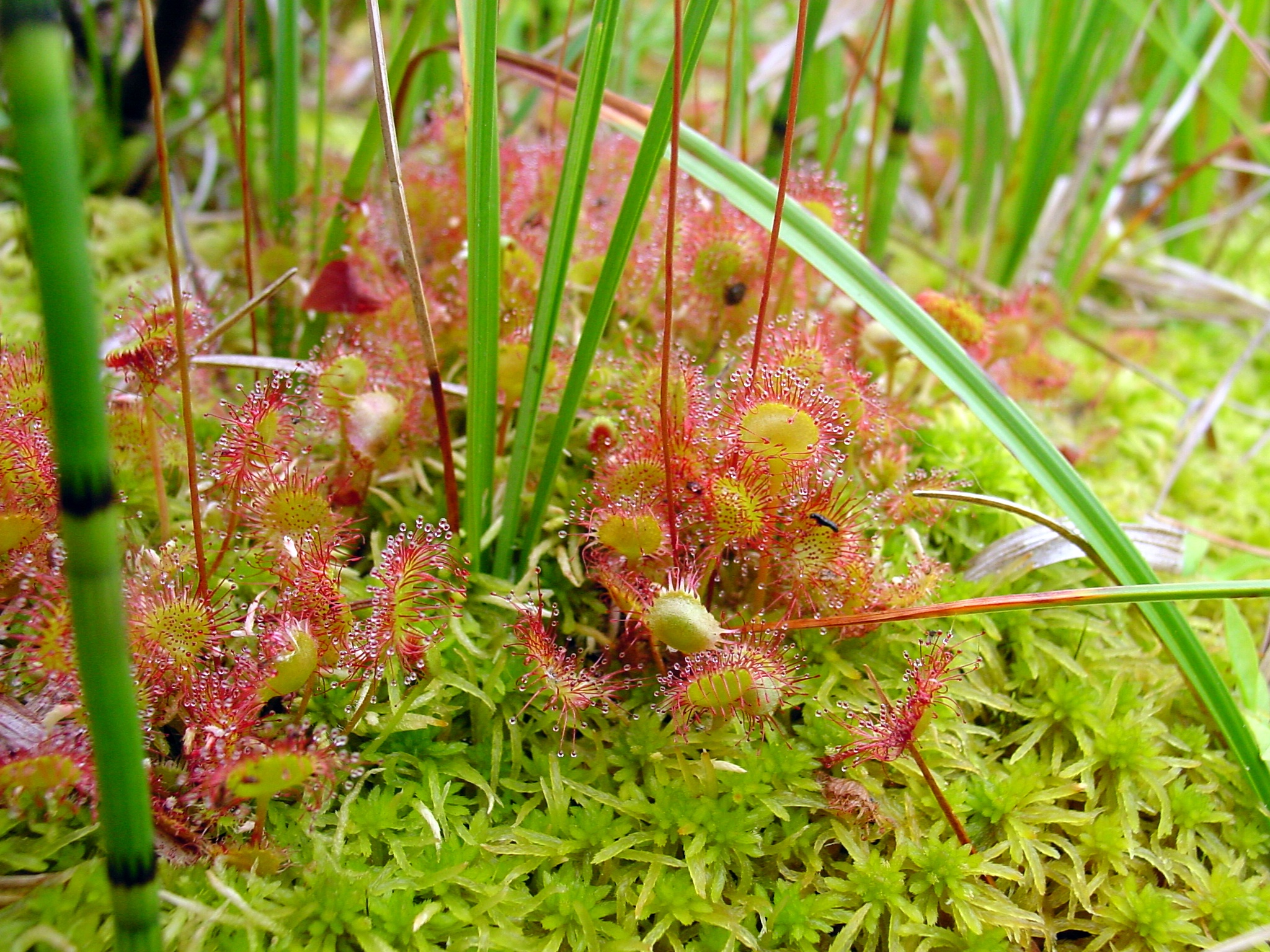
Rosnatka okrouhlolistá (D. rotundifolia) rostoucí v rašeliníku společně s ostřicí a přesličkou v Mt. Hood National Forest, Oregon

Rosnatky obyčejně rostou v sezónně zamokřených, málokdy stále vlhkých prostředích s kyselými půdami a vysokým osluněním. Běžná prostředí, ve kterých rosnatky rostou zaujímají rašeliniště, močály, bažiny, blata jakož i stolové hory ve Venezuele, písčité vlhké stepi (walum) na jihovýchodním pobřeží Queenslandu v Austrálii, příbřežní fytocenologické oblasti (fynbos) kapské provincie v Jihoafrické republice a bažinaté říční břehy. Mnoho druhů roste v symbióze s rašeliníkem, který pohltí většinu živin z půdy a taktéž zvýší její kyselost, tudíž se živiny stanou nedostupné pro ostatní rostliny. Toto dovoluje rosnatkám, které nejsou na živinách závislé, prosperovat v prostředí, kde nemají žádné konkurenty.
Jak již bylo řečeno, druhy tohoto rodu mají velmi rozdílné požadavky na životní prostředí. Různé rosnatky jsou přizpůsobeny různým prostředím včetně tak rozdílných prostředí jako je deštný prales, poušť (např. D. burmannii a D. indica), a také velmi stinná prostředí (queenslandslé rosnatky). Druhy mírného pásu, které v zimě tvoří přezimující pupeny (hibernakulum), jsou typickým příkladem přizpůsobivosti prostředí. V zásadě ale typické pro rozvoj tohoto rodu je teplejší podnebí a druhy jsou jen mírně odolné proti mrazu.

### Rozdělení podle požadavků na prostředí
Rod se dá podle nároků rozdělit do těchto skupin:
- Rosnatky mírného podnebí: (Rosnatky s přezimovacími pupeny) Druhy z této skupiny vytvářejí v zimním období přezimovací pupen (těsný shluk nevyrostlých listů), tzv. hibernakulum. Patří sem všechny rosnatky rostoucí v Evropě a v Severní Americe
- Subtropické rosnatky: (Nezatahující světlomilné rosnatky) Tyto rostliny rostou celý rok v téměř stejných klimatických podmínkách. Z této skupiny lze vydělit ještě následující podskupinu:
  - Rosnatky jižní Afriky přežívající suchou periodu: Na rozdíl od předešlé skupiny přežívají tyto rostliny v letním období suchou periodu, během níž dochází k vysychání substrátu. Během tohoto období přestávají rostliny růst a jejich nadzemní část může i uhynout.
- Trpasličí rosnatky: Specifikou skupiny zhruba 40 australských druhů rosnatek je velmi malý vzrůst, schopnost vytvářet tzv. gemma umožňující nepohlavní rozmnožování a husté chloupky vyrůstající ve středu listové růžice a určené k ochraně rostlin před australským sluncem.

Trpasličí rosnatky patří do sekce Bryastrum.
- Rosnatky s hlízami: (Rosnatky s hlízami a jejich blízce příbuzné druhy) Více než 40 druhů pocházejících z Austrálie vytváří podzemní cibulku, aby mohly přežít extrémně suchá letní období a na podzim znovu vyrůst. Tuto skupinu lze dále rozdělit na druhy tvořící přízemní růžici a na druhy popínavé nebo s kmínkem.

Tato skupina patří do sekce Ergaleium.

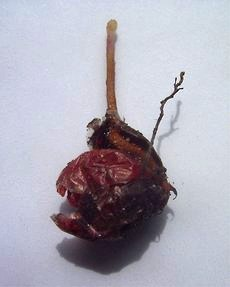
Cibulka hlíznaté rosnatky D. zonaria na počátku zimního období

- Rosnatky ze sekce Lasiocphala (okruh D. Petiolaris): Skupina tropických australských druhů žijících v stálých teplotních, ale proměnných vlhkostních podmínkách. Většina ze 14 druhů si vyvinula speciální strategii pro život v sušších podmínkách. Mnoho druhů má například řapíky pokryté hustými chloupky, které zajistí dostatečně vlhké prostředí a umožní zvýšenou kondenzaci ranní rosy.

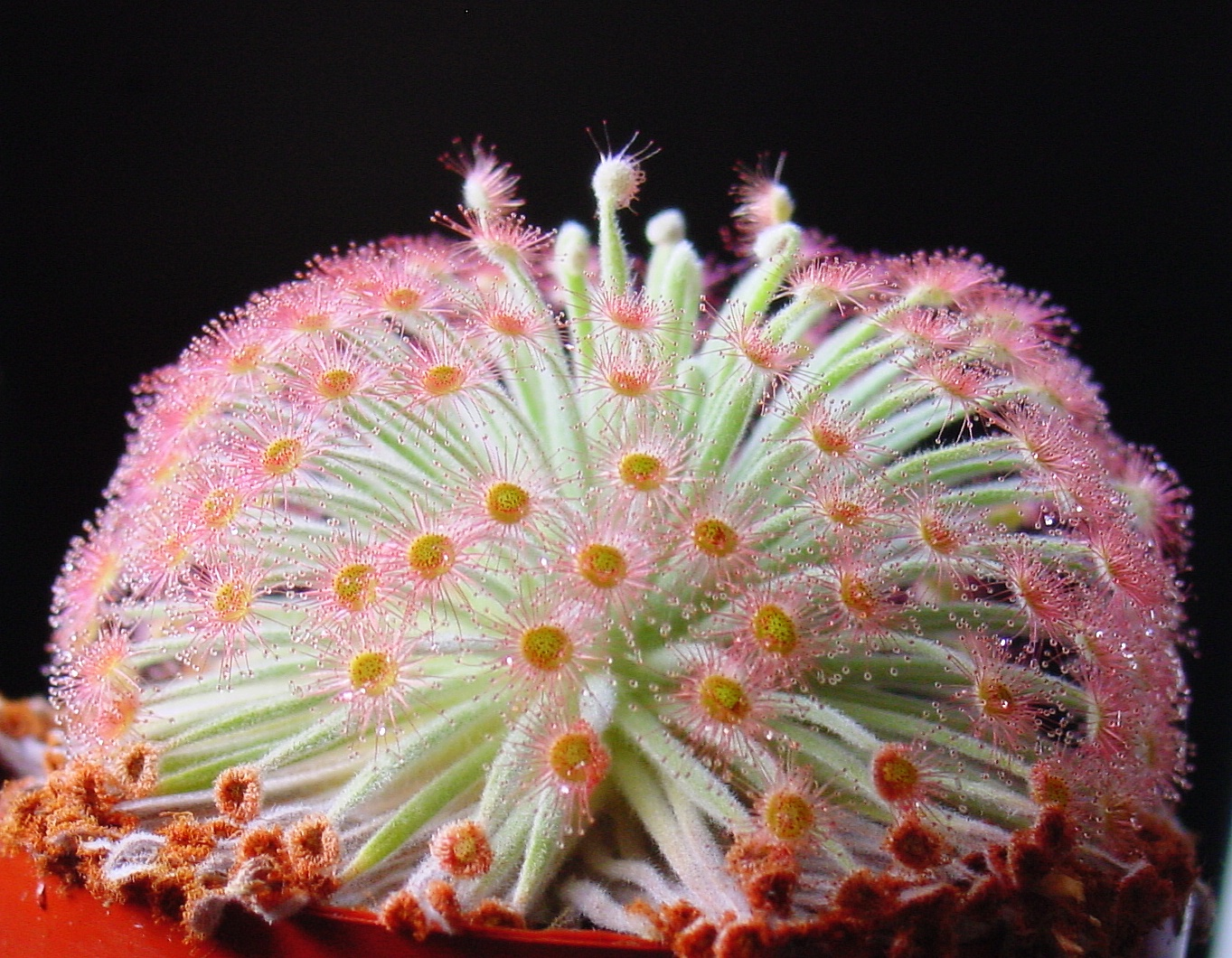
D. derbyensis, ze skupiny petiolaris

Přestože se nevyznačují jednotným tvarem, jsou následující rostliny řazeny do stejné skupiny:
- Pralesní, nebo také queenslandské rosnatky: Malá skupina tří (D. schizandra, D. prolifera, a D. adelae)) druhů. Tyto rostliny rostou pouze v australském deštném pralese a proto také mají rády vysokou vzdušnou vlhkost a méně světla.

## Rozšíření

### Ve světě
Areál rozšíření rosnatek sahá od Aljašky na severu po Nový Zéland na jihu. Nejvíce jich roste v Austrálii (přes 50% všech známých druhů), v Jižní Americe (přes 20 druhů) a v jižní Africe (přes 20 druhů). Několik druhů rosnatek je také rozšířeno v rozsáhlých oblastech Eurasie a Severní Ameriky.
Jelikož rosnatky běžně nerostou v mírných a arktických oblastech, tvoří shora zmíněné oblasti základní areál rozšíření tohoto rodu. Za příčinu evoluční specializace již není považován rozpad Gondwany v důsledku kontinentálního driftu, ale následné vysoké rozptýlení druhu. Za pravlast rodu je považována Afrika nebo Austrálie.
V Evropě jsou žijí pouze tři druhy: D. intermedia, D. anglica, a D. rotundifolia. Vzhledem k tomu, že areál rozšíření dvou posledně jmenovaných se překrývá, může občas jejich křížením vzniknout sterilní hybrid D. × obovata. V Severní Americe rostou kromě zmíněných tří druhů navíc ještě další čtyři, a to:
- D. brevifolia - malá jednoletá rostlina rostoucí přirozeně na pobřeží USA od Texasu po Virginii
- D. capillaris - podobná, mírně větší rostlina s podobným rozšířením, ale rostoucí navíc ještě v některých oblastech Karibiku
- D. linearis - přirozeně roste na severu Spojených států a na jihu Kanady
- D. filiformis - lze ji rozdělit do dvou poddruhů, které žijí přirozeně na východním pobřeží USA, na pobřeží Mexického zálivu a v západní části státu Florida.

Vzhledem k tomu, že je tento rod rozšířen po celém světě, lze ho označit jako kosmopolitní. Podle botanika Ludwiga Dielseho, autora dodnes jediné monografie zabývající se tímto druhem, je však toto označení zavádějícím vyjádřením jejich vysoce svébytného rozšíření, i když připouští, že druhy rosnatek osídlily značnou část zemského povrchu. Diels poukazuje zjeména na absenci rodu Drosera ve všech oblastech se suchým (aridním) klimatem, ve většině deštných pralesů, na tichomořském pobřeží Ameriky, v Polynésii, ve Středozemí a v Severní Africe, stejně jako malý počet druhů rostoucích v Evropě a v Severní Americe.

### Výskyt v Česku
V České republice rostou všechny tři evropské druhy rosnatek a přírodní kříženec Drosera × obovata (D. anglica × D. rotundifolia):

Rosnatka okrouhlolistá (Drosera rotundifolia), která roste např. v jižních Čechách, na Šumavě, v Brdech, v Krušných, Jizerských a Orlických horách, v Krkonoších a Jeseníku, na Českomoravské vrchovině a v Beskydech, je v Česku nejrozšířenější rosnatkou.

Rosnatka anglická (Drosera anglica) roste velmi vzácně na malých územích na Třeboňsku, dále pak na Šumavě, v Krušných horách a v Krkonoších.

Rosnatka prostřední (Drosera intermedia) se vyskytuje již jen velmi vzácně na Třeboňsku. Udávána je také z ojedinělých nalezišť v CHKO Český les a historické prameny uvádějí tento druh také v Krkonoších. 

Výskyt rosnatky obvejčité (Drosera × obovata) je zaznamenán z Třeboňska, Šumavy, vzácně na krušnohorských vrchovištích.

## Ochrana a ohrožení

### Ve světě
Přestože ve Spojených státech není žádná rosnatka chráněna federálními zákony, jsou všechny druhy označené jako ohrožené, nebo kriticky ohrožené v některých státech USA. Navíc mnoho zbývajících populací žije na územích národních parků nebo přírodních rezervací. Rosnatky jsou zákonem chráněné v mnoha evropských státech jako např. v Německu, Rakousku, Švýcarsku, Finsku, Maďarsku, Francii, České republice (viz samostatná sekce) a Bulharsku. V současné době největší hrozbou rosnatkám v Evropě a v Severní Americe je zmenšování jejich životního prostředí v důsledku rozvoje civilizace, vysušování bažin pro zúrodňování půdy a těžba rašeliny. V mnoha regionech toto vedlo až k vyhynutí některých druhů v části jejich původního areálu rozšíření. Znovuvysazování rostlin do jejich původního prostředí je velmi obtížně, téměř nemožné, protože mají vysoké ekologické a tudíž i územní nároky. Vzhledem ke zvýšené právní ochraně rašelinišť a podobných biotopů a jejich obnovování se hrozba vyhynutí některých druhů sice snižuje, přesto většina druhů zůstává ohrožených. Vzhledem k tomu, že tyto rostliny nejsou příliš výrazné a jsou převážně drobné, je jejich ochrana velmi problematická. Jako součást podrostu jsou rosnatky často přehlíženy nebo ani nerozpoznány.
V Jihoafrické republice a v Austrálii jsou dvě ze tří center druhové diversity ze strany lidí vystavena enormnímu tlaku. Rozšiřující se sídelní aglomerace (jako v Queenslandu, v okolí Perthu a Kapského Města) ohrožuje přirozená území rosnatek stejně jako vysušování bažin kvůli zemědělství a lesnictví na venkově. Suché oblasti, které se v Austrálii začaly v posledních deseti letech rozšiřovat, možná v důsledku globálního oteplování, ohrožují mnoho druhů, které rostly na dříve vlhkých oblastech.
Druhy, které jsou endemické na velmi malém území, jsou často ohrožovány sběrem rostlin z přírody. D. madagascariensis je na Madagaskaru považována za ohroženou kvůli jejímu rozsáhlému sběru pro vývoz; 10 až 200 milionů rostlin je ročně vytěženo pro lékařské potřeby.

### V Česku
D. rotundifolia patří podle českých právních předpisů mezi druhy silně ohrožené a zbývající dva (D. intermedia a D. anglica) dokonce mezi kriticky ohrožené.

## Použití

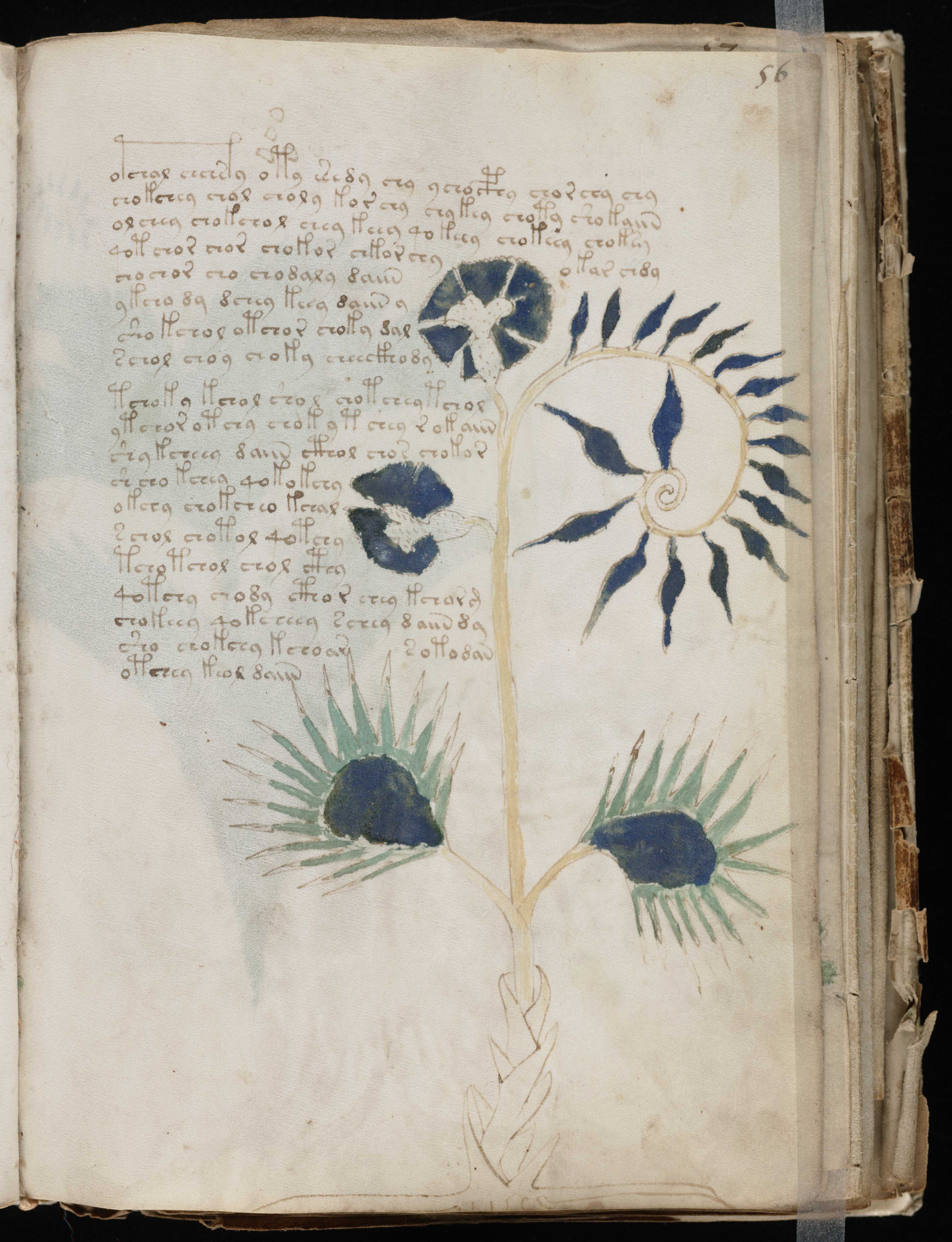
Možná nejstarší ilustrace rosnatky pocházející ze záhadného Vojničova manuskriptu

### Lékařství
V rosnatkách lze nalézt mnoho látek použitelných v lékařství včetně flavonoidů (kemferol, myricetin, kvercetin a hyperosid), chinony (plumbagin, hydroplumbagin glucoside a rossolisid (7-methyl-hydrojuglon-4-glukosid), a další látky karotenoidy, rostlinné kyseliny (e.g. kyselina máselná, kyselina citronová, kyselina mravenčí, kyselina gallová, kyselina jablečná, kyselina propionová), pryskyřice, taniny a kyselina L-askorbová (vitamín C).
Rosnatky jsou využívány v lékařství od 12. století, kdy italský doktor Matthaeus Platearius ze školy v Salernu jako lék na kašel pod názvem „herba sole“. Tento lék byl často používán proti kašli v Německu i jinde v Evropě. Rosnatkový čaj byl doporučován obzvláště na suchý kašel, zánět průdušek, černý kašel, alergické i námahové astma Moderní studie prokázaly, že rosnatky mohou působit proti kašli.. Rosnatky bývaly také užívány jako afrodiziaka, léky na povzbuzení srdeční činnosti, na sluneční spálení a na prevenci pih. Dnes jsou stále ještě používány jako součásti 200–300 registrovaných léčiv, obyčejně v kombinaci s dalšími látkami. V dnešních dnech jsou používány proti obtížím jako je astma, kašel, plicní infekce a žaludeční vředy.
Léky se vyrábějí převážně z kořenů, květů a plodových schránek. Vzhledem k tomu, že rosnatky jsou chráněny v mnoha částech Evropy a Severní Ameriky, jsou léčiva obyčejně připravována z uměle pěstovaných rychle rostoucích rosnatek (obzvláště D. rotundifolia, D. intermedia, D. anglica, D. ramentacea a D. madagascariensis) nebo z rostlin dovezených z Madagaskaru, Španělska, Francie, Polska a Baltských států.

### Jako okrasné rostliny
Vzhledem k jejich masožravosti a kráse kapiček rosy jejich pastí se rosnatky staly oblíbenými okrasnými rostlinami. Ekologické nároky většiny druhů jsou značné a může být obtížné je dostatečně napodobit. Díky tomu je také většina druhů špatně dostupných. Některé nejtolerantnější druhy, jako např. D. capensis, D. aliciae a D. spatulata, můžete najít společně s mucholapkou podivnou na pultech specializovaných květinářství.
Mnoho náročnějších druhů je pěstováno nadšenci pro masožravé rostliny po celém světě; Prakticky každý druh je pěstovaný v umělých podmínkách. Jelikož lze mnoho druhů nalézt pouze v malém počtu na malém území, je mnoho druhů ohrožováno masivním sběrem rostlinného materiálu určeného pro pěstování.
O pěstování se můžete dočíst víc na wikiknize

### Ostatní použití
Cibulky hlíznatých rosnatek žijících v Austrálii jsou mezi Austrálci považovány za delikatesu. D. rotundifolia byla používána jako tradiční fialové barvivo na Skotské vrchovině.[zdroj?]

## Fylogeneze
Následující graf ukazuje fylogenetický vztah mezi sekcemi, tak jak byly definovány v studii od Rivadavia et al. publikované v roce 2002. Sekce „Meristocaules“ nebyla do této studie zahrnuta, tudíž její místo v tomto systému není jasné. Pozdější studie uvádějí tuto skupinu poblíž „Bryastrum“, takže je tak uvedena také zde.
Protože je sekce „Drosera“ polyfyletická (vycházející z různých předků), najdeme ji v tomto grafu na více místech (*).
```
                                           ┌─── 
Sekce 
Drosera
 
*

                                           │
                                           │
                                       ┌───┤
                                       │   │
                                       │   │
                                   ┌───┤   └──── 
Sekce 
Ptycnostigma

                                   │   │
                                   │   │
                               ┌───┤   └──── 
Sekce 
Drosera
 
*

                               │   │
                               │   │
                               │   └──── 
Sekce 
Thelocalyx

                               │
                               │             ┌──── 
poddruh 
Ergaleium

                               │        ┌────┤
                               │        │    └──── 
Sekce 
Phycopsis

           ┌───────────────────┤        │    
           │                   │    ┌───┤ 
           │                   │    │   │
           │                   │    │   │    ┌──── 
Sekce 
Bryastrum

       ┌───┤                   └────┤   └────┤
       │   │                        │        └──── 
Sekce 
Lasiocephala

       │   │                        │        
       │   │                        └─── 
Sekce 
Coelophylla

   ┌───┤   └─── Sekce Drosera: 
Drosera arcturi
 
*
 
   │   │
   │   │
   │   │   ┌──── 
Poddruh 
Regiae

───┤   └───┤ 
   │       └──── 
Aldrovanda

   │
   └─── 
Dionaea
```